# Pomaderris betulina
Pomaderris betulina är en brakvedsväxtart. Pomaderris betulina ingår i släktet Pomaderris och familjen brakvedsväxter.

## Underarter
Arten delas in i följande underarter:
- P. b. actensis
- P. b. betulina